# Einold
Einold (auch: Eginoid, Ainold, Aginold) († 19. März 967 (?)) war Abt von Gorze und gehörte zu den Begründern der Gorzer Reform.

## Leben
Einold stammte aus einer wohlhabenden Familie. Mit Eintritt in den geistlichen Stand wurde er Weltgeistlicher und stieg bis zum Archidiakon von Toul auf.
Er wandte sich zunehmend einer sehr asketischen Lebens- und Geisteshaltung zu. Schließlich gab er sein Amt und seinen Besitz auf, um stattdessen als Büßer in einer kleinen Zelle am Dom von Toul zu leben. Mit anderen Befürwortern einer religiösen Erneuerung aus Lothringen wie etwa dem Gorzer Mönch Johannes von Gorze plante er zunächst, nach Süditalien zu ziehen. Bischof Adalbert von Metz überredete die Gruppe jedoch, stattdessen im Kloster Gorze ihre Idealvorstellung eines christlichen Lebens nach dem Vorbild der Benediktsregel in die Praxis umzusetzen.
Einold und die anderen Weltkleriker wechselten die Kleidung und wurden so auch äußerlich zu Mönchen. Er wurde zum Abt von Gorze gewählt. Zumindest ein Teil der noch in Gorze lebenden etwa zwanzig Mönche schlossen sich der erneuerten Gemeinschaft an. Bischof Adalbert verbesserte die materiellen Grundlagen durch die Rückgabe entfremdeten Klosterbesitzes. Papst Leo VII. bestätigt ihm 938 die Besitzungen von Gorze und gewährte für die Zukunft den Mönchen das Recht der freien Abtwahl.
Zwischen ihm und seinem Gefährten Johannes von Gorze entwickelte sich eine Art Arbeitsteilung. Einold widmete sich vor allem den inneren Reformen, während Johannes sich um die äußeren Belange kümmerte. Im Jahr 948 nahm Einold an der Synode von Verdun teil. Bereits zu seinen Lebzeiten war das strenge monastische Leben Vorbild für andere Gemeinschaften. Im Jahr 950 bat sogar Papst Agapitus II. Einold um die Entsendung einiger Mönche, um die Reformbemühungen in Sankt Paul vor den Mauern bei Rom zu unterstützen. Auf Bitten Ottos I. schickte Einold 950 seinen Stellvertreter Johannes auf eine diplomatische Reise ins moslemische Spanien.